# Rhipidure des mangroves
Rhipidura phasiana
Espèce
Statut de conservation UICN

 LC  : Préoccupation mineure
Le Rhipidure des mangroves (Rhipidura phasiana) est une espèce de passereau de la famille des Rhipiduridae.

## Distribution
On le trouve aux îles Aru et le long des côtes sud-est de Papouasie-Nouvelle-Guinée et de l'ouest et nord de l'Australie.

## Habitat
Il habite les mangroves.